# The Blues Project
The Blues Project är en amerikansk rockgrupp som bildades 1965 i Greenwich Village i New York.
Originaluppsättningen av bandet bestod av Danny Kalb (gitarr), Steve Katz (gitarr), Andy Kulberg (flöjt och basgitarr), Roy Blumenfeld (trummor) och Tommy Flanders (sång). Efter en audition för Columbia Records anslöt sig organisten Al Kooper. De fick inte kontrakt med Columbia, men skrev senare på för Verve. Deras första album, livinspelade Live at the Café Au Go Go, gavs ut 1966, vid det laget hade Flanders lämnat bandet.
Studioalbumet Projections gavs ut i november 1966. Kort därefter började bandet falla sönder. Kooper hoppade av 1967, innan nästa album Live at Town Hall gavs ut. Samma år hade de en mindre singelhit med "No Time Like the Right Time". När bandets fjärde album, Planned Obsolescence, gavs ut 1968 var bara Blumenfeld och Kulberg kvar av originalmedlemmarna. De två bildade därefter bandet Seatrain.
Kooper bildade 1968 Blood, Sweat & Tears, där även Katz ingick. Kooper hoppade av efter debutalbumet Child Is Father to the Man, medan Katz blev kvar längre.
The Blues Project återförenades i början av 1970-talet och gav ut tre album med varierande uppsättningar, bland annat Reunion in Central Park på vilket Kooper medverkade.

## Medlemmar
Nuvarande medlemmar
- Steve Katz – gitarr, munspel, sång (f. 9 maj 1945 i New York City) (1965–1967, 1973– )
- Roy Blumenfeld – trummor (f. 11 maj 1944 i Bronx, New York) (1965–1967, 1969– )
- Danny Kalb – gitarr (f. 19 september 1942 i Brooklyn, New York) (1965–1967, 1969– )
- Al Kooper – keyboard, sång (f. 5 februari 1944 i Brooklyn, New York) (1965–1967, 1973– )
- Joe Bouchard – basgitarr (2012– )
- John Kruth – mandolin, flöjt, sång (2012– )
- Kenny Margolis – keyboard (2012– )

Andra medlemmar (urval)
- Tommy Flanders – sång (1965–1966, 1972–1973, uppträder fortfarande med bandet ibland)
- Andy Kulberg – basgitarr, flöjt (f. 30 april 1944 i Buffalo, New York – d. 28 januari 2002 i Kalifornien) (1965–1967, 1973–2002)
- John Gregory – gitarr (1968–?)
- Don Kretmar – basgitarr, saxofon (1969–1973)
- David Cohen – keyboard (f. 4 augusti 1942 i Brooklyn, New York) (1972)
- Bill Lussenden – gitarr (1972–1973)
- Eric Pearson – keyboard (1972)

## Diskografi
Studio- och livealbum
- 1966 – Live at the Café Au Go Go
- 1966 – Projections
- 1967 – Live at Town Hall
- 1968 – Planned Obsolescence
- 1971 – Lazarus
- 1972 – The Blues Project
- 1973 – The Original Blues Project Reunion in Central Park

Samlingsalbum (urval)
- 1989 – Best of The Blues Project
- 1996 – Chronicles
- 1997 – The Blues Project Anthology